# 濱田卓
濱田 卓（はまだすぐる、1982年10月11日 - ）は、日本の弁護士。神奈川県弁護士会所属。
専門はマンション法（区分所有法）。

## 経歴
東京都立青山高校卒業
早稲田大学法学部卒業
中央大学法科大学院卒業

## 著書
- 『マンション紛争の上手な対処法（第4版）』（共著、民事法研究会2014年）
- 『Q&Aマンション法ハンドブック』（共著、民事法研究会2022年）
- 『マンション・団地の法律実務』（共著　ぎょうせい2014年）
- 『徹底解説　民法改正（債権関係）』（共著　日本加除出版2016年）
- 『マンション生活のトラブル相談Q&%A』（共著　民事法研究会2019年）